# Environmental Priority Strategy
Die Environmental Priority Strategy (EPS) bezeichnet eine Methode zur Bewertung von Ökobilanzen, welche erstmals von Bengt Steen (IVL – Swedish Environmental Research Institute) und Sven-Olof Ryding (Schwedischer Industrieverband) 1990 veröffentlicht wurde.
Sie misst die Wirkung von Umweltauswirkungen, die von Systemen jeglicher Art erzeugt werden. Grundlegend ist dabei die Annahme von Schutzgütern, deren Wert durch die Gesellschaft bestimmt wird. Durch den sogenannten Zahlungsbereitschafts-Ansatz können diese normalerweise schwer bewertbaren Schutzgüter mit Hilfe von Marktpreisen monetär erfasst und die Kosten einer nachhaltigen Nutzung von Energien und Ressourcen ausgedrückt werden.

## Sachinformationen
Das EPS-Modell stützt sich auf umfassende Emissionsbilanzen, aber auch auf Analysen von Umweltwirkungen. Ähnlich wie beim Eco-Indicator-95 werden bei der Anwendung des Modells in der Praxis vorberechnete Werte (z. B. verwendete Rohstoffe, die bei der Herstellung pro Kilogramm des zu untersuchenden Produktes benötigt werden) einbezogen.
Das EPS-Modell soll dem Anspruch der Ganzheitlichkeit genügen, um eine möglichst vollständige und umfassende Analyse der Umweltwirkungen zu gewährleisten. Daraus abgeleitet ist die mit einem Buchhaltungssystem vergleichbare Konzeption des Modells. Ziel ist eine parallele Erfassung der monetären Werte einer Umweltqualität und deren Veränderung.

## Schutzgüter
Schutzgüter entsprechend dem EPS-Modell sind:
- menschliche Gesundheit bzw. umweltbedingte Gesundheitsschäden
- Biodiversität
- Produktionskapazität des Ökosystems
- Ressourcen
- ästhetische Werte (z. B. Kultur und Erholung)

## Vorgehen
Die Anwendung des EPS-Modelles erfolgt in vier Schritten:
1. Auf Basis der oben genannten Schutzgüter wird der durch das Produkt verursachte Schaden in monetäre Einheiten umgerechnet.
2. Ermittlung des Umweltbelastungswertes durch Bewertung der Einheitswerte mit Umweltbelastungspunkten.
3. Bewertung des errechneten Umweltbelastungspunkts durch die Multiplikation dessen mit einem Faktor, der die weltweite Wirkungsreichweite des Schadens widerspiegelt.
4. Abschätzung der Anteile einer Tätigkeit am Umweltbelastungswert.

Das Ergebnis stellt den finanziell bewertbaren Schaden des Produktes dar.

## Bewertungsmethode
Grundlage für die Bewertung bildet der „Willingness to pay“-Ansatz, d. h. die Bereitschaft eines Individuums (oder eines Staates) für ein oder mehrere der genannte Schutzgüter bzw. deren Erhaltung zu zahlen. Maßeinheit ist eine Environmental Load Unit ELU (pro kg oder einer vergleichbaren Einheit), welche einen monetären Wert, ausgedrückt als ECU, hat. Grundgedanke ist, dass durch Aufwendung einer ECU eine Umweltveränderung in Höhe einer ELU verhindert oder aufgewogen werden kann.
Die EPS-Bewertungsmethode ordnet zunächst jeder Umweltveränderung einen Wert zu, um anschließend abzuschätzen, wie groß der Anteil einer Emission, Ressourcenentnahme o. Ä. an der daraus resultierenden Umweltveränderung ist. Den Schutzgütern werden hierzu Einheitswerte zugeordnet, die aus der Erhebung empirischer Daten über die Zahlungsbereitschaft gewonnen wurden.

## Anwendungsbereich und kritische Würdigung
Das EPS-Modell ist in erster Linie ein Produktbewertungssystem. Der Ansatz, nicht monetär bewertbare Güter vergleichbar zu machen, bietet für einige Unternehmen Ansatzpunkte, um ihre Produkte bzw. deren Herstellung ökologisch nachhaltiger und ressourcenschonender zu gestalten. Des Weiteren bietet es Erweiterungspotenzial für die Integration zusätzlicher Aspekte (z. B. Schutzgüter, Bewertungseinheiten und -grundlage) und fand beispielsweise beim Automobilhersteller Volvo Anwendung.
Jedoch bietet dieses Modell aufgrund der teilweise komplexen Herleitung der Umweltbelastungsindizes, der schwer zu definierenden und von individuellen Präferenzen geprägten Gewichtung der Faktoren sowie der Vielzahl an Daten Raum für subjektive Einflüsse. Dadurch ist die Transparenz des EPS-Modells teilweise eingeschränkt.